# Narośl

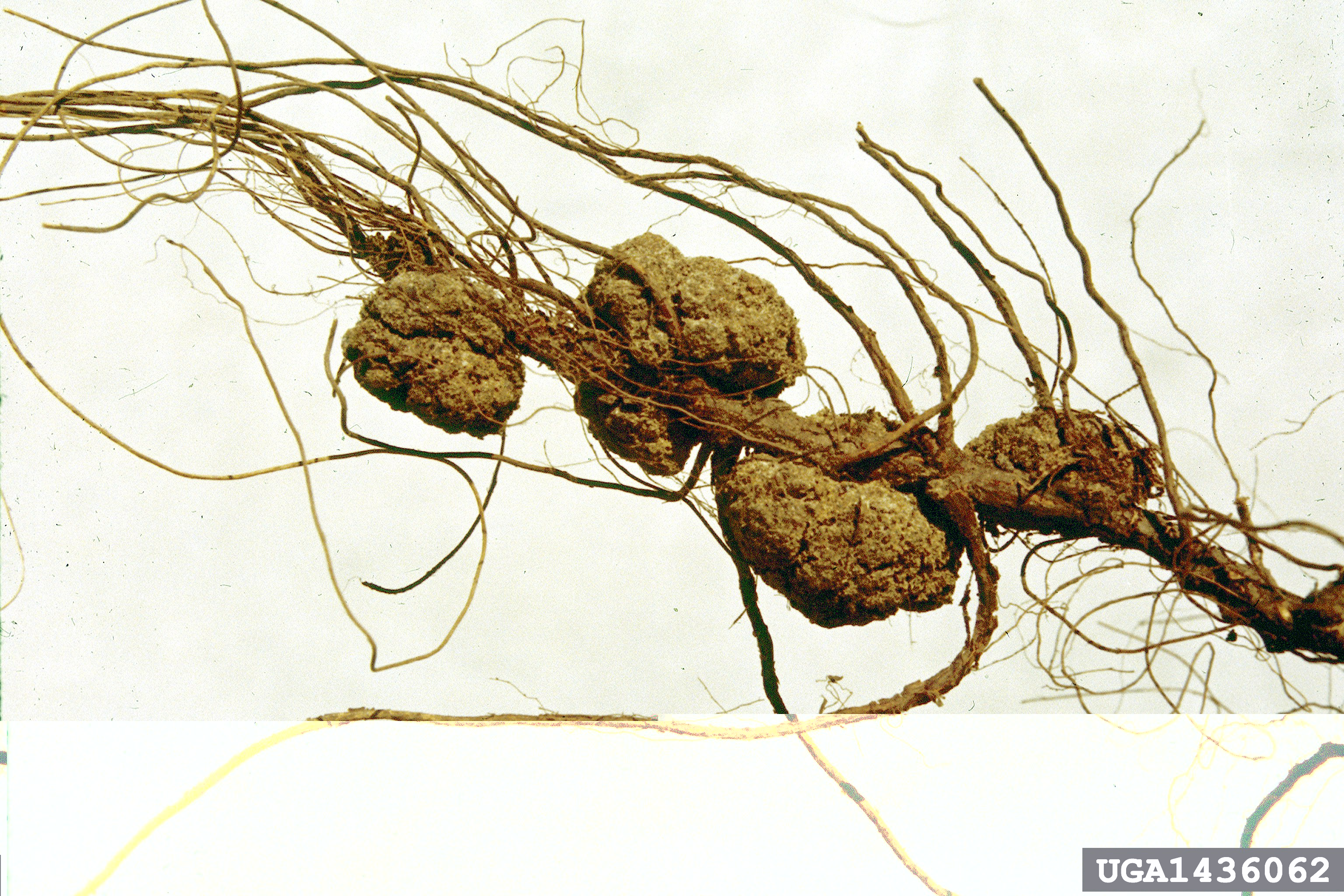
Narośle na korzeniach orzesznika jadalnego

Narośl – u roślin jest to patologiczny twór występujący głównie na korzeniach, bulwach i innych podziemnych częściach pędów. Jest objawem chorobowym, powstającym głównie wskutek działania patogenów i szkodników. Patogeny wytwarzają różnego rodzaju substancje powodujące powstawanie narośli.
- substancje pobudzające wzrost i powodujące hipertrofię. W ten sposób na przykład powstają narośle na porażonych przez Plasmodiophora brassicae korzeniach roślin kapustowatych. Są to objawy kiły kapuścianej
- substancje powodujące nadmiernie szybkie podziały komórek (hiperplazja). Niektóre patogeny wytwarzają te substancje razem z substancjami powodującymi hipertrofię, jak np. Agrobacterium tumefaciens wywołujący guzowatość korzeni
- substancje zakłócające metabolizm rośliny[1].

Czasami narośle są skutkiem żerowania niektórych szkodników, np. chowacza galasówki czy szpecieli.